# Ernst Hage
Ernst August P:son Hage, född 14 april 1876 i Karlskrona, död 6 december 1953 i Brännkyrka församling, Stockholm, var en svensk distriktskamrer och politiker (socialdemokrat, tidvis vänstersocialdemokrat).
Hage var från 1914 förste järnvägsbokhållare i Luleå och deltog tidigt i kommunalpolitiken. Han var ledamot av Riksdagens andra kammare 1912–1942 (fram till 1921 för Norrbottens läns södra valkrets, från 1922 för Norrbottens läns valkrets) och av första kammaren 1943–1949 för Västerbottens läns och Norrbottens läns valkrets. 
Hage tillhörde den grupp socialdemokrater som 1917 bröt sig ur och bildade Sveriges socialdemokratiska vänsterparti, och när detta parti i sin tur ombildades till Sveriges kommunistiska parti 1921 ingick han i den minoritet som bildade ett nytt parti under det gamla namnet. År 1924 återgick han till Socialdemokraterna.
Hage utgav de värdefulla översiktsarbetena Socialdemokratisk politik vid riksdagen (1924, 1926, 1929 och 1930).